# Rabdion
Rabdion — рід змій родини полозових (Colubridae). Представники цього роду є ендеміками Індонезії.

## Види
Рід Rabdion нараховує 2 види:
- Rabdion forsteni A.M.C. Duméril, Bibron & A.H.A. Duméril, 1854
- Rabdion grovesi Amarasinghe, G. Vogel, McGuire, Sidik, Supriatna & Ineich, 2015

## Етимологія
Наукова назва роду Rabdion походить від слова дав.-гр. ῥαβδιον — галузка.